# Chiesa di San Rocco (Cerreto Sannita)

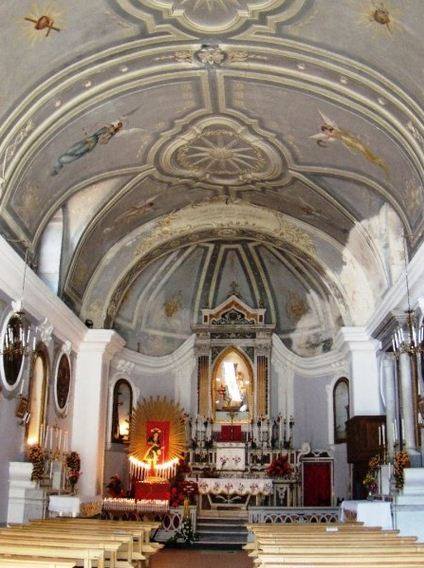
L'interno della chiesa

La chiesa di San Rocco è un'architettura religiosa sita nel centro storico di Cerreto Sannita. Al di sotto della chiesa è situata una cripta sepoltura che testimonia l'uso di seppellire i defunti nelle chiese, usanza proibita da Napoleone a seguito dell'emanazione dell'editto di Saint Cloud nel 1804 ma proseguita nei piccoli comuni del Sud Italia fino all'Unità d'Italia.

## Storia

### Prima del terremoto del 1688
Agli inizi del XVII secolo si ha notizia di una edicola votiva dedicata a san Rocco situata fuori le mura della vecchia Cerreto, nello stesso luogo dove oggi sorge la chiesa, località che prima del terremoto del 5 giugno 1688 era adibita a coltivazioni agricole ed attraversata da una strada che raccordava Cerreto antica a Telesia (la via Telesina).
Il primo documento in cui si cita la cappella risale al 1613 quando due evasi dal carcere della vecchia Cerreto si ripararono nella chiesetta sita fuori le mura di Cerreto antica. In un altro documento del gennaio del 1622 si viene a conoscenza che dei soldati avevano arrestato (presso la spezieria di Paolo Emilio De Notaris nelle mura della vecchia Cerreto) il chierico Pietro Raho, di nobile famiglia. Venne prontamente informato dell'accaduto il vicario generale della Curia vescovile di Cerreto che cercò di inseguire a piedi i soldati per chiedere la restituzione del chierico dato che quest'ultimo era soggetto alla sola giustizia ecclesiastica. Mentre i soldati si stavano dirigendo verso sud, il vicario ricevette un cavallo proprio dinanzi alla chiesetta di San Rocco in località "Speneto", permettendogli così di raggiungere i soldati presso la località Sant'Onofrio (attuale via Michele Ungaro) dove intimò agli stessi di restituirgli il chierico pena la scomunica.
Dopo la peste del 1656 la chiesa, che si trovava a pochi passi dalla chiesa di San Giuseppe, fu ampliata a devozione e spese dei cerretesi. Nel 1664 l'edificio era ad aula unica, servito da gradini e protetto da un cancello. Nel 1686, due anni prima il sisma del 1688, il vescovo annotò che sull'altare era sita una scultura lignea dorata e dipinta raffigurante il Santo protettore degli appestati.

### Dopo il terremoto del 1688
Il terremoto del 5 giugno 1688 provocò ingenti danni alla struttura che fu riparata alla meglio tanto che nel 1699 l'edificio risultava retto da un amministratore eletto ogni anno nella festività di San Rocco, il 16 agosto. Con la ricostruzione della cittadina in sito diverso dal precedente la chiesa si venne a trovare nel centro storico del nuovo abitato tanto che nel 1720 fu deciso di vendere il cancello di ingresso e di lasciare la sola porta di legno.
Con la venuta a Cerreto dei Preti della Missione, la chiesa fu oggetto di continui ampliamenti e abbellimenti. I Preti della Missione infatti, constatato che "in questa città erano presenti solo due congregazioni, una sotto il titolo di S. Maria di Costantinopoli del ceto parte civile, e l'altra sotto il titolo di Santa Maria del Pianto, del ceto parte civile e parte artista" vollero creare nella chiesa di San Rocco una terza congrega per il ceto basso intitolandola a San Vincenzo de' Paoli. Le "Regole" della confraternita furono depositate presso un notaio e vennero approvate dal vescovo di Cerreto mons. Antonio Falangola il 27 ottobre 1740.
Nel 1741, subito dopo aver costituito la confraternita, fu acquistata una casetta contigua alla chiesa, costituita da due vani inferiori e due superiori. Usufruendo della superficie di questa casa e di una parte di terreno adiacente al luogo sacro, la chiesa venne ampliata sia in profondità che in larghezza. Nel 1752 fu effettuato un altro ampliamento acquistando un'altra casa che si trovava alle spalle della chiesa.
Nel 1759 furono eseguite le stuccature mentre nel 1844 si provvide all'installazione di un nuovo portale, più ampio del precedente.
Nel 1991 è stata riaperta la cripta sepoltura mentre a partire dal 1996 sono stati realizzati numerosi interventi di restauro e manutentivi ad opera del Comitato Festa San Rocco.
A seguito degli eventi sismici del 29 dicembre 2013 e del 20 gennaio 2014 la chiesa è stata dichiarata non fruibile a causa della presenza di un "quadro fessurativo, contraddistinto da lesioni longitudinali e trasversali lungo la navala centrale, costituita da volta a botte, e lesioni di distacco tra parete facciata la navata centrale". Dopo i lavori di restauro è stata riaperta al culto il 27 luglio 2017.

## La chiesa
La facciata della chiesa, priva di decorazioni, è affiancata da un campanile avente una terminazione a cipolla rivestita da embrici maiolicati gialli e verdi. Durante i recenti lavori di restauro del 2008 sono stati sostituiti gli antichi embrici con dei nuovi, più opachi rispetto a quelli originari.
L'interno è ad unica navata. Entrando, ai lati, si trovano gli umili scranni degli ufficiali della congrega di San Vincenzo de' Paoli. Lungo le pareti della navata sono situate otto tele ovali (quattro per lato) raffiguranti episodi della Sacra famiglia, commissionati da alcuni confratelli nel 1813-1814. Gli stucchi, realizzati nel 1759, sono abbelliti da tempere di Francesco Barile, eseguite nel 1916.
L'altare maggiore, in marmi policromi, è stato realizzato nel 1784 da Gaspare Lamberti di Napoli su disegno del pittore Francesco Palumbo. Su di esso è collocata la scultura lignea della Madonna della Provvidenza, eseguita dallo scultore cerretese Silvestro Jacobelli nel 1757. La Madonna è raffigurata con un dolce volto, a mezzo busto, con in braccio Gesù benedicente. Alla base dell'altare si possono vedere i pochi resti della pavimentazione in ceramica cerretese antica.
Nelle due nicchie a lato dell'altare maggiore sono site le statue lignee di San Vincenzo de' Paoli e dell'Immacolata.
Sugli altari laterali sono collocate due sculture lignee raffiguranti San Michele (XIX secolo) e San Rocco (1686). Quest'ultimo è oggetto di una profonda e secolare venerazione da parte dei cerretesi essendo il Santo protettore degli emarginati, dei malati e dei poveri. La festa di San Rocco era originariamente organizzata dal Comune: solo in un secondo momento la Congrega di San Vincenzo fu autorizzata ad organizzare l'importante ricorrenza annuale a patto di mantenere quella "pompa" richiesta dalla fede popolare
Nella sacrestia sono conservate due grandi tele settecentesche raffiguranti la Madonna del Rosario e la Madonna della Provvidenza con i Santi Vincenzo de' Paoli e Rocco.

## La cripta sepoltura

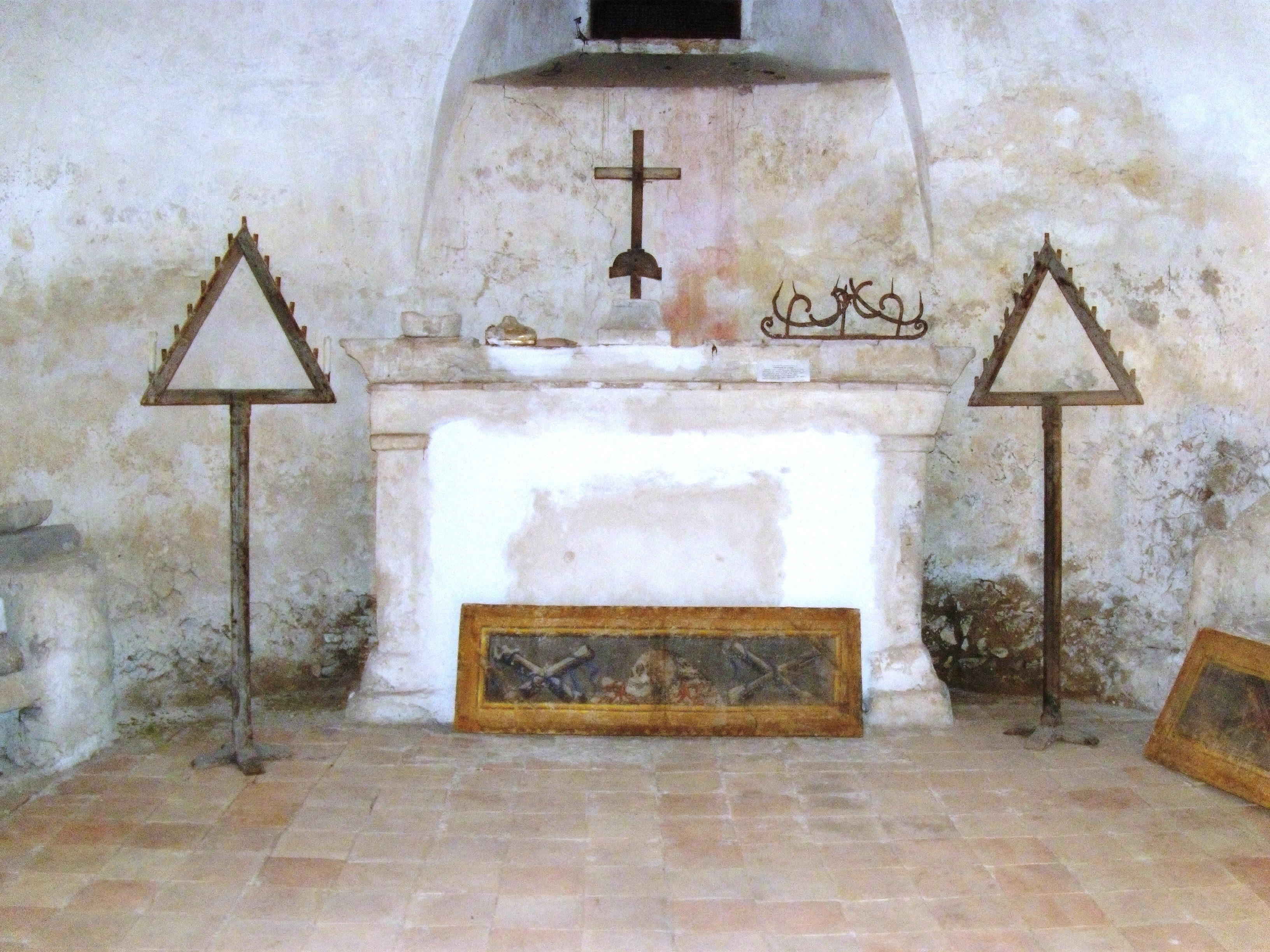
Il primo ambiente della cripta sepoltura

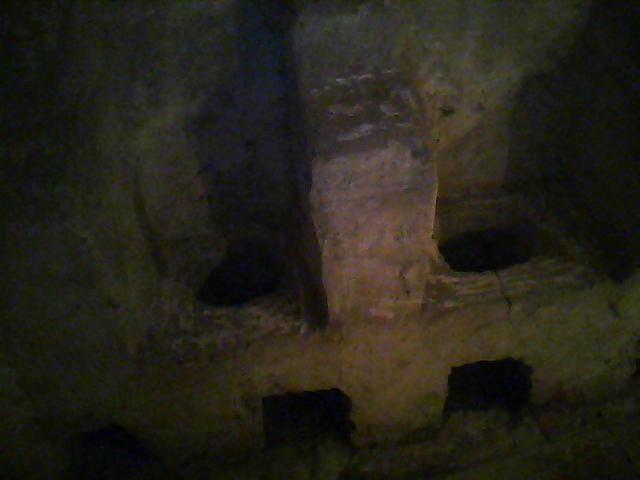
Particolare delle sepolture a seggiola

### L'uso di seppellire nelle chiese
La tradizione giudaico - cristiana di inumare il cadavere, che San Paolo illumina con la fulgida fede della resurrezione del corpo, aveva portato alla formazione dei campi santi presso le chiese. Durante le invasioni barbariche, per impedire la profanazione di essi, si diffuse l'uso di seppellire sotto o all'interno delle chiese. L'uso si consolidò nel X secolo, quando l'arte romanico - gotica sviluppò la dimensione artistica e monumentale della sepoltura, come segno dell'importanza sociale delle famiglie signorili e delle varie corporazioni. Solo nel 1804 con l'emanazione del Codice Civile, da parte di Napoleone, fu vietata la sepoltura all'interno delle chiese e nei centri abitati, favorendo la nascita degli attuali cimiteri che proseguì molto a rilento nel Mezzogiorno.

### Le Congreghe ed il procedimento di Sepoltura
Nella Cerreto Sannita del XVII-XVIII secolo, le Congreghe o confraternite (associazioni di laici e sacerdoti aventi scopi di fraternità, preghiera e di aiuto reciproco) rivestivano un ruolo importante perché possedevano numerose greggi di pecore utilizzate per produrre la lana e perché una parte importante del denaro utilizzato per la ricostruzione del paese, distrutto dal sisma del 5 giugno 1688, proveniva da esse.
Le maggiori confraternite erano tre:
- Santa Maria di Costantinopoli, formata dai ricchi commercianti, dai dottori nella legge e dagli intellettuali, la più ricca; nel Seicento fondò il Monte di Pietà che all'indomani del terremoto del 5 giugno 1688 riuscì a prestare al conte Marzio Carafa 3.000 ducati (oggi sarebbero circa un milione di euro) per fronteggiare le spese più urgenti;
- Sant'Antonio, costituita dal ceto medio;
- San Rocco, la congrega del ceto povero.

A capo delle congreghe vi erano i Priori, coadiuvati da numerose altre cariche elette annualmente.
Malgrado le differenze sociali della popolazione, il processo di sepoltura era sempre lo stesso.

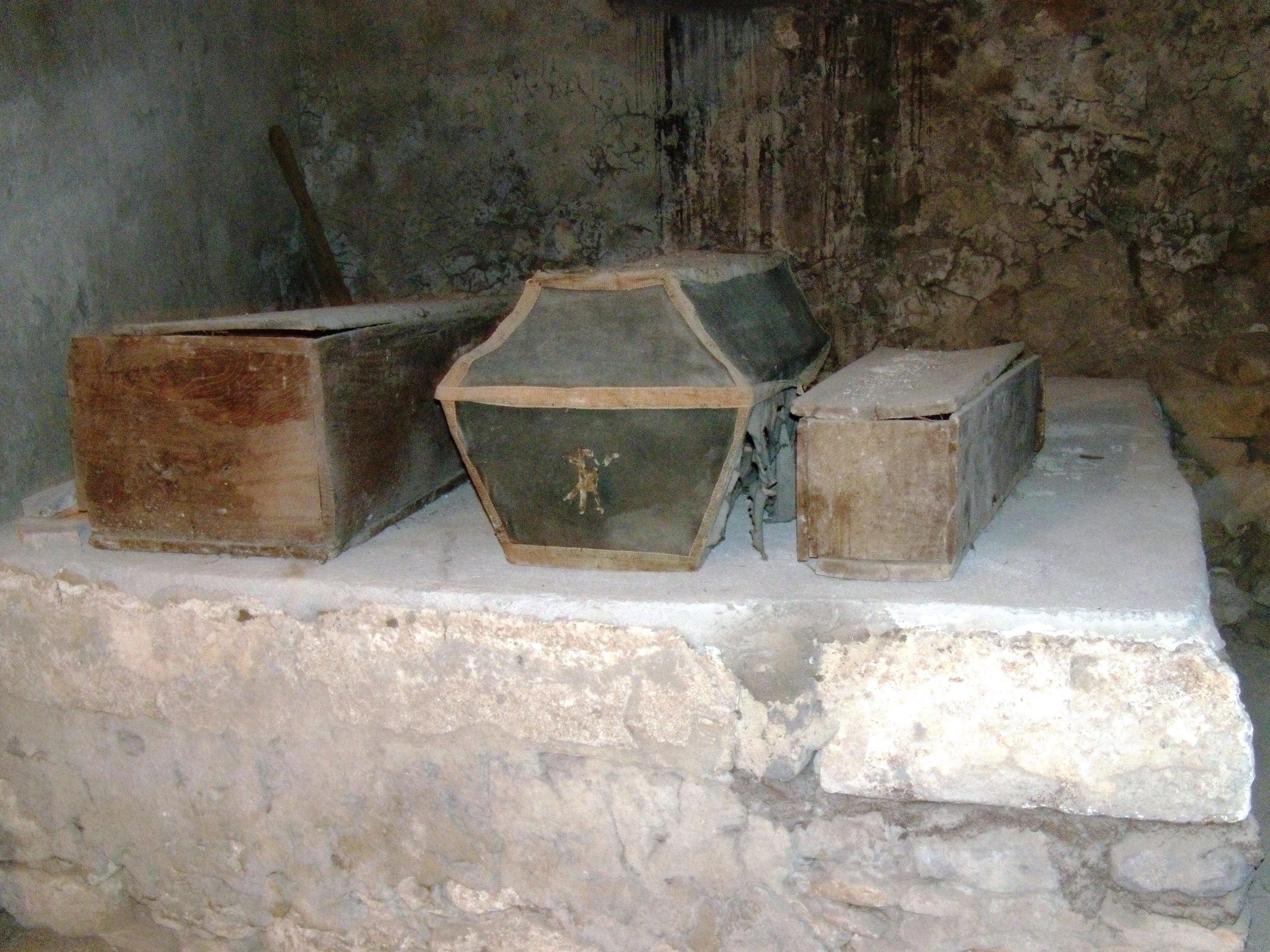
"Connole" (bare) esposte nel secondo ambiente

Il cadavere del confratello veniva posto in una bara d'apparato, detta volgarmente connolina (da connola = culla), che serviva solo per trasferirlo dalla casa alla chiesa. Dopo i funerali era posizionato all'interno di uno dei sedili di muratura dove il corpo veniva lasciato "scolava" fino alla consumazione delle carni.

### Gli ambienti
L'accesso alla cripta sepoltura avviene attraverso un lungo corridoio in pendenza alle cui pareti sono affisse delle tele con scene macabre. Il varco di accesso agli ambienti sotterranei reca incisa la data "1792", ritenuta dagli studiosi la data di chiusura della cripta "anticipando lo spirito del decreto napoleonico di Saint Cloud". Un recente studio ha invece chiarito che tale data si riferisce al completamento del corridoio e all'apertura della porta visto che, grazie ad apposite ricerche archivistiche, è stato appurato l'uso della sepoltura fino all'inaugurazione del cimitero comunale, avvenuta nel 1869. 
Lungo le pareti della prima stanza sono addossati numerosi sedili tufacei. Vi è un dibattito fra gli studiosi circa la presenza dell'altare in questa aula: secondo alcuni si tratterebbe dell'altare della primitiva chiesa di San Rocco anteriore al terremoto del 1688, secondo altri l'altare fu costruito assieme alla sepoltura nella metà del XVIII secolo e non farebbe parte della prima chiesa.
Nel secondo ambiente vi sono altri sedili tufacei, la cesta con cui venivano raccolte le ossa e la vasca, quest'ultima chiusa durante i lavori di restauro del 1991, destinata forse a contenere la calce viva. Secondo una ipotesi recente si tratterebbe invece di una "terrasanta", uno spazio destinato a contenere del terreno dove lasciar decomporre i cadaveri prima di sederli sui colatoi, secondo un sistema molto usato nei secoli passati all'interno dei sotterranei delle chiese napoletane.
Il terzo ambiente, originariamente deposito, fu dotato di sepolture a letto.
Sono due gli ossari di pertinenza della cripta sepoltura. Nel secondo ambiente della cripta vi è una finestra dove, armati di torce, è possibile avere una panoramica su uno dei due ossari.